# 阮玉嘉貞
懋和公主阮玉嘉貞（越南语：／；1823年9月25日—1885年9月19日），越南阮朝明命帝第十五女，生母美人段氏瑞。

## 生平
明命四年八月二十一日（1823年9月25日），阮玉嘉貞在順化皇城出生。紹治五年（1845年），公主23歲，下嫁平慶子陳文智之子陳文德。嗣德二十二年（1869年），嗣德帝封嘉貞為懋和公主。咸宜元年八月十一日（1885年9月19日），嘉貞去世，享年六十三歲，諡美淑，葬於承天府香水縣居正總楊春社。
懋和公主育有五子三女。